# Lasionycta
Lasionycta é um gênero de traça pertencente à família Arctiidae.

## Espécies
- Lasionycta bohemani
- Lasionycta nigrofasciata
- Lasionycta unicolor